# Harshana Thilakarathne

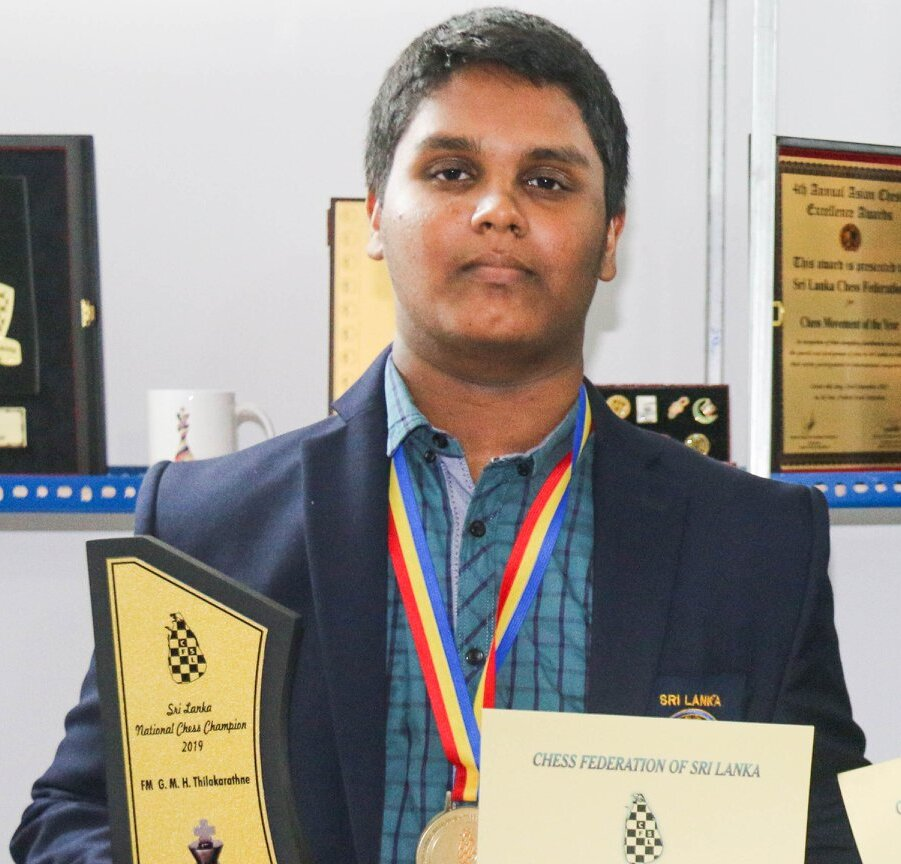
Harshana Thilakarathne, 2019

GM Harshana Thilakarathne (* 2003) ist ein sri-lankischer Schachmeister.
Thilakarathne gilt als eines der größten Talente des sri-lankischen Schachs. Bereits als 6-Jähriger gewann er lokale Meisterschaften und dominierte ab da in seiner Alterskategorien die nationalen Jugendmeisterschaften. Im Jahr 2009 gewann er die Bronzemedaille bei den Asiatischen Jugendspielen U7 in Colombo. Bei der Schülerweltmeisterschaft U13 in Sotschi 2016 errang er nach dem Usbeken Nodirbek Abdusattorow die Silbermedaille. Diesen Erfolg wiederholte er zwei Jahre später in Durrës, als er erneut Silber in der Kategorie U15 errang.
Als 12-Jähriger nahm er das erste Mal am Finale der sri-lankischen Landesmeisterschaft für Erwachense teil. Thilakarathne vertrat Sri Lanka an Brett zwei bei der Schacholympiade 2018 in Batumi, bei der er 6 Punkte aus 10 Partien erzielte (+3 =5 −2). Er gewann im selben Jahr die Commonwealth-Meisterschaft U16 in Neu-Delhi. Im Jahr 2019 gewann er, 16-jährig, erstmals die Landesmeisterschaft von Sri Lanka.
Thilakarathne wird unter anderem vom Ukrainer Dmytro Komarow trainiert. Seit 2018 trägt Thilakarathne den Titel FIDE-Meister.